# 華錫鈞
華錫鈞（1925年12月6日—2017年1月24日），中華民國空軍二級上將、航空工程博士，生於江蘇省無錫市，畢業於空軍官校26期、美國普渡大學博士，為黑貓中隊飛官出身，獲頒授飛行優異十字勳章，曾任總統府戰略顧問、中科院副院長及空軍航發中心主任等職，因任內參與經國號戰機（IDF）研發有功，在台灣被譽為「IDF之父」。卸下公職後移民美國，往返於華盛頓特區與臺中。

## 生平
在第二次國共內戰期間，於1946年考取空軍官校26期。1948年，隨中華民國國軍撤退臺灣。1959年曾至美國接受U-2偵察機訓練。受訓期間，在一次夜間飛行訓練中曾遭遇發動機熄火，他成功在柯爾特斯的小鎮機場迫降，人機平安。因為這次飛行展現的駕駛能力，獲得美國空軍頒發「飞行优异十字勋章」。
回國後任職空軍總司令部情報署國際情報調查組35中隊（黑貓中隊）飛行官。1964年，至美國普渡大學留學，取得航空工程碩士、博士學位後，於1969年回台灣，任航空研究院設計室主任。1982年11月任航空工業發展中心主任，後兼任中山科學研究院副院長。任內因研發F-CK-1經國號戰鬥機有功，在1989年10月由總統李登輝晉陞空軍二級上將。
自軍中退役後，李登輝總統聘任為總統戰略顧問；而於卸任後，與其家人移民美國。在台灣，他捐資成立航空工業發展基金會並任董事長，推動台灣航空產業發展。
2017年1月24日，在台中辭世享壽91歲。2月8日獲中華民國總統蔡英文明令褒揚令。
褒揚令原文如下：

　　總統府前戰略顧問、空軍上將華錫鈞，英毅雋秀，高朗博約。少承忠孝庭訓，迺以四郊多壘，矢志獻身報國，卒業空軍軍官學校，鯤鵬展翅，戎馬劻勷。嗣入空軍指揮參謀大學、洛克希德飛機公司修習，復獲美國普度大學航空工程碩士暨航太工程博士學位，術業專攻，器舉瑚璉。歷任空軍飛行官、第三大隊第八中隊作戰長、航空工業發展中心主任及國防部中山科學研究院副院長等職。赤氛禍起，歷預臺海諸役，於金廈戰事、八二三砲戰期間，潛行大陸沿海偵巡，肩負空防掩護攔截；執秉轟炸護艦勤務，重創敵方陣地運補；迎擊米格十五戰機，有效嚇阻領空進犯，戡亂蕩寇，巢焚原燎；應圉鏖戰，守土安攘。尤以銜命研製中興號教練機、自強號高級教練機暨經國號高性能戰機，悉力國防科技發展，強化建軍整備戰力，衡慮殫謀，委重投艱；危明憂盛，兵銷革偃。曾獲頒雲麾、寶鼎、忠勤等十五座勳獎章殊榮。綜其生平，揚鷹勁旅－師法筧橋之遺風，規創籌研－迭有魯班之絕技，儒將懋績，矩範昭垂。遽聞遐齡捐館，悼惜彌殷，應予明令褒揚，用示政府崇禮忠藎之至意。

總　　　統　蔡英文　　　　

行政院院長　林　全　　　　

## 著作

### 專書
- 雲漢的故事：IDF戰機引擎研發過程剖析. 中國生產力中心. 1997-02-12. ISBN 978-957-9130-28-8.
- 戰機的天空：雷霆、U2到IDF. 天下文化. 1999-11-23. ISBN 978-957-621-622-0.
- 失落的黑貓：兩位U-2飛行員被俘的故事（Lost Black Cats: Story of Two Captured Chinese U-2 Pilots）[11]
  - AuthorHouse. 2005-03-11. ISBN 978-1-4184-9917-4 （英文）.
  - 沈宗李（譯）. 國防部空軍司令部. 2008 （繁體中文）.

### 論文
- . Air Power History. 2002, 49 (1): 6. JSTOR 26274284.

## 外部連結
- 足跡 My Foot Prints - 華錫鈞 H. Mike Hua[]
- 華錫鈞航發基金會 （页面存档备份，存于）
- 遠見雜誌：造飛機的人－專訪航發中心主任華錫鈞上將 （页面存档备份，存于）
- 空軍司令部臉書專頁 - 華錫鈞老師追思影片